# Arktika (schip, 1975)
De Arktika (Russisch: Арктика) is een (toenmalig Sovjet) Russische atoomijsbreker uit de Arktika-klasse. Hij is eigendom van de Russische staat, maar wordt beheerd door het Scheepvaartbedrijf van Moermansk. Het is de tweede Russische nucleaire ijsbreker die gebouwd werd, na de Lenin uit 1957.

## Beschrijving
De Arktika is dubbelwandig. De buitenste huid is 48 mm dik rond de waterlijn en 25 mm elders. Bij de boeg is hij zelfs 480 mm dik. Verder is er een systeem geïnstalleerd dat lucht kan blazen met 24 m³/s van onder de waterlijn, om te assisteren bij het ijsbreken. Het schip is in staat om ijs te breken van twee meter dik. Het heeft twee kernreactoren die via stoomturbines een vermogen leveren van 171 MW elk.
Het is niet mogelijk om met het schip naar Antarctica te varen, omdat het koelsysteem niet ontworpen is voor de tropen.

## Belangrijke activiteiten
De Arktika is het eerste oppervlakteschip dat de noordpool bereikte. Dit gebeurde op 17 augustus 1977 onder leiding van de Ossetische zeevaarder Joeri Koetsjiev. Op 14 september 1977 kreeg het schip de Orde van de Oktoberrevolutie.
In mei 2000 was het de eerste ijsbreker die een jaar lang onafgebroken in het poolijs had doorgebracht.
Op 9 april 2007 brak er een brand uit op het schip. Deze verwoestte drie kajuiten en een elektriciteitsverdeler. De kernreactor van het schip werd niet beschadigd. Er raakte ook niemand gewond. De ijsbreker was in de Karazee op het moment van de brand en werd naar Moermansk gestuurd voor reparaties.
Het schip werd in oktober 2008 uit dienst genomen en de kernreactor werd uit het schip verwijderd.